# Campionati mondiali di sollevamento pesi 2018 - 87 kg femminile
Le gare di sollevamento pesi della categoria fino a 87 kg femminile — pesi massimi — dei campionati mondiali del 2018 si sono svolte il 9 novembre 2018 ad Aşgabat presso la Weightlifting Arena dell'Aşgabat Olympic Complex.

## Programma
L'orario indicato corrisponde a quello turkmeno (UTC+05:00)
| Data            | Orario | Evento   |
| --------------- | ------ | -------- |
| 9 novembre 2018 | 12:00  | Gruppo B |
| 9 novembre 2018 | 19:55  | Gruppo A |

## Medagliate
Per ciascun esercizio, le prime tre classificate sono le seguenti:
| Esercizio | Oro       | Oro    | Argento          | Argento | Bronzo                | Bronzo |
| --------- | --------- | ------ | ---------------- | ------- | --------------------- | ------ |
| Strappo   | Ao Hui    | 117 kg | Crismery Santana | 116 kg  | Kim Un-ju             | 111 kg |
| Slancio   | Kim Un-ju | 152 kg | Ao Hui           | 151 kg  | María Fernanda Valdés | 140 kg |
| Totale    | Ao Hui    | 268 kg | Kim Un-ju        | 263 kg  | Crismery Santana      | 254 kg |

## Record
Prima di questa competizione, i record mondiali esistenti erano i seguenti:
| Record mondiale | Strappo | Mondiale standard | 132 kg | — | 1º novembre 2018 |
| Record mondiale | Slancio | Mondiale standard | 164 kg | — | 1º novembre 2018 |
| Record mondiale | Totale  | Mondiale standard | 294 kg | — | 1º novembre 2018 |

## Risultati
| Pos. | Atleta                      | Gr. | Peso atleta | Strappo (kg) | Strappo (kg) | Strappo (kg) | Strappo (kg) | Slancio (kg) | Slancio (kg) | Slancio (kg) | Slancio (kg) | Totale   |
| Pos. | Atleta                      | Gr. | Peso atleta | 1            | 2            | 3            | Pos.         | 1            | 2            | 3            | Pos.         | Totale   |
| ---- | --------------------------- | --- | ----------- | ------------ | ------------ | ------------ | ------------ | ------------ | ------------ | ------------ | ------------ | -------- |
|      | Ao Hui (CHN)                | A   | 85.81       | 110          | 114          | 117          |              | 142          | 148          | 151          |              | 268      |
|      | Kim Un-ju (PRK)             | A   | 86.60       | 108          | 111          | 115          |              | 145          | 150          | 152          |              | 263      |
|      | Crismery Santana (DOM)      | A   | 86.84       | 110          | 113          | 116          |              | 138          | 138          | 138          | 5            | 254      |
| 4    | María Fernanda Valdés (CHI) | A   | 86.59       | 108          | 110          | 112          | 5            | 137          | 139          | 140          |              | 250      |
| 5    | Naryury Pérez (VEN)         | A   | 86.56       | 105          | 109          | 111          | 4            | 133          | 138          | 138          | 4            | 249      |
| 6    | Diana Mstieva (RUS)         | A   | 86.83       | 103          | 108          | 111          | 7            | 126          | 133          | 136          | 6            | 244      |
| 7    | Oliba Nieve (ECU)           | A   | 86.24       | 103          | 106          | 109          | 6            | 128          | 132          | 132          | 7            | 241      |
| 8    | Ksenia Paskhina (RUS)       | A   | 86.88       | 100          | 104          | 107          | 8            | 126          | 126          | 133          | 8            | 233      |
| 9    | Kinga Kaczmarczyk (POL)     | A   | 86.49       | 93           | 96           | 98           | 12           | 123          | 123          | 127          | 10           | 221      |
| 10   | Kaity Fassina (AUS)         | B   | 86.37       | 97           | 100          | 100          | 10           | 117          | 120          | 123          | 12           | 220      |
| 11   | Keyshla Rodríguez (PUR)     | B   | 86.30       | 93           | 93           | 93           | 15           | 113          | 118          | 123          | 9            | 216      |
| 12   | Krisztina Magát (HUN)       | B   | 86.20       | 94           | 98           | 100          | 11           | 117          | 117          | 121          | 14           | 215      |
| 13   | Dolera Davronova (UZB)      | B   | 86.48       | 88           | 91           | 93           | 14           | 118          | 123          | 124          | 13           | 211      |
| 14   | Louise Vennekilde (DEN)     | B   | 86.93       | 90           | 94           | 95           | 16           | 111          | 116          | 121          | 11           | 211      |
| 15   | Tuğçe Boynueğri (TUR)       | B   | 85.35       | 93           | 95           | 98           | 13           | 110          | 115          | 118          | 15           | 210      |
| —    | Mami Shimamoto (JPN)        | A   | 86.68       | 98           | 102          | 105          | 9            | 120          | 120          | 120          | —            | —        |
| —    | Mercy Brown (GBR)           | B   | ritirata    | ritirata     | ritirata     | ritirata     | ritirata     | ritirata     | ritirata     | ritirata     | ritirata     | ritirata |